# ソウル東大門警察署
ソウル東大門警察署（ソウルトンデムンけいさつしょ）は、ソウル地方警察庁所管の警察署である。

## 管轄区域
- 東大門区

## 沿革
- 1957年8月1日 - 清凉里警察署開所。
- 2006年3月1日 - ソウル東大門警察署に名称を変更。

## 管轄地区隊
- 踏十里地区隊
- 龍新地区隊

## 管轄派出所
- 清凉里派出所
- 祭基派出所
- 典農1派出所
- 典農2派出所
- 長安1派出所
- 長安2派出所
- 里門派出所
- 徽慶派出所
- 回基派出所